# Rimskokatoliška cerkev
Rimskokatoliška Cerkev, tudi Rimokatoliška Cerkev, Katoliška Cerkev ali samo Cerkev, s kratico RKC je krščanska Cerkev v polnem občestvu z rimskim škofom oziroma papežem. Njene korenine izvirajo iz prvotnega krščanskega občestva, ki ga je ustanovil Jezus Kristus in so ga razširili apostoli, posebno Sveti Peter.
Katoliška Cerkev je največja krščanska Cerkev, predstavlja približno polovico kristjanov, in največje organizirano telo med vsemi svetovnimi verstvi. Po podatkih Statističnega letopisa Cerkve je imela konec leta 2005 Katoliška cerkev 1.114.966.000 vernikov, kar je približno šestina svetovnega prebivalstva, leta 2013 je število vernikov poraslo na 1.253.926.000 ter leta 2014 na 1.272.000.000. Leta 2019 je imela več kot 1,3 milijarde članov, leta 2022 okoli 1,39 milijarde in leta 2023 približno 1,406 milijarde.
Vesoljno katoliško Cerkev sestavlja poleg Rimskokatoliške (ki jo imenujemo tudi Zahodna ali latinska) še dvaindvajset Vzhodnih katoliških avtonomnih partikularnih Cerkva, nad katerimi ima najvišjo oblast na zemlji v zvezi z vero, moralo in upravljanjem papež sam ali s škofovskim zborom.

### Župnije
Osnovna celica oz. cerkvenoupravna enota rimskokatoliške Cerkve se imenuje župnija, (starejši izraz fara ali duhovnija), ta predstavlja lokalno občestvo vernikov, ki ga vodi župnik. Župnija je tudi samostojna pravna oseba. Verniki, ki ji pripadajo, se imenujejo župljani (starejši izraz: farani). Izraz župnija služi tudi za oznako ozemlja, ki ga obsega župnija.

### Škofije
Večja ozemeljska enota, ki združuje župnije določenega geografskega območja, pod vodstvom škofa, se v latinski cerkvi imenuje škofija, v vzhodnih Cerkvah pa eparhija. Konec leta 2006 je bilo škofij 2782 konec leta 2013 pa 2.989.

## Ustanovitev
Rimskokatoliško Cerkev je ustanovil Jezus Kristus. Teološko ozadje ustanovitve so pojasnili cerkveni očetje, kasneje pa so se s tem vprašanjem ukvarjali tudi nekateri drugi ugledni teologi, kot sveti Tomaž Akvinski in drugi. V novejšem času sta njihov nauk potrdila tudi papež Leon XIII. ter papež Pij XII., prvi v okrožnici Divinum illud munis, drugi pa v okrožnici Mystici Corporis Christi. Ustanovitev se je torej zgodila z Jezusovo smrtjo na križu, kar se lahko razume kot ustanovni akt Cerkve. Jezus je od začetka javnega delovanja pa do svoje smrti na križu izgrajeval in oblikoval svojo Cerkev, s smrtjo na križu pa jo je dokončno ustanovil, ter na binkošti slovesno razglasil svetu. Nekateri teologi so poskušali ustanovni dan Cerkve iskati ravno v binkoštih, vendar je Pij XII. njihov nauk zavrnil z razlago, da je bil Sveti Duh vseskozi prisoten v Cerkvi in ne šele od binkošti naprej. Na binkoštni dan je Sveti Duh Cerkev samo potrdil in ji dal posebne darove. Natančen datum Jezusove smrti ni znan, vendar strokovnjaki kot najbolj verjetna navajajo leto 30 ali 33. Če drži prva možnost, potem se je veliki petek zgodil 7. aprila, če pa druga, pa 3. aprila.

## Hierarhija vodstva
Hierarhija vodstva Rimskokatoliške Cerkve je sledeča:
- papež

ki je dejansko in naslovno:
- škof Rimske škofije (rimski škof),
- naslednik prvaka apostolov,
- primas Italije,
- nadškof metropolit rimske cerkvene pokrajine,
- suveren vatikanskega mesta,
- glava škofovskega zbora,
- kristusov namestnik,
- pastir vesoljne Cerkve na zemlji ter
- služabnik božjih služabnikov.

### Drugi organi odločanja
- ekumenski koncil (izredni svetovni cerkveni zbor);
- škofovski zbor;[16]
  - škofovska sinoda;
- kardinalski zbor.[17]

### Organi upravljanja
- Rimska kurija;[18]
  - Državno tajništvo;
  - Dikasteriji

## Kratka zgodovina Cerkve
Najprej kratko pojasnilo: kjer ni razvidno drugače, od tu dalje govorimo o Cerkvi v prvem izmed zgoraj navedenih pomenov, torej o skupnosti kristjanov, skupaj z njenim ustanoviteljem Jezusom Kristusom. 
Čas pred Kristusovim rojstvom v Betlehemu je bil s stališča Cerkve čas priprave na prihod odrešenika (mesija), ki je s svojim učlovečenjem ter še zlasti s svojim naukom in zgledom, trpljenjem, smrtjo na križu in vstajenjem rešil ljudi greha in pogubljenja. Da bi se po njegovem vnebohodu in prihodu Svetega Duha na binkošti to delo nadaljevalo, je zbral skupino dvanajstih apostolov in ustanovil Cerkev z vsemi njenimi bistvenimi strukturami ter ji zaupal naloge učenja, posvečevanja in vodenja v zadevah vere in moralnega življenja, pa tudi nalogo pomagati revnim.
Najprej apostoli in za njimi škofje (kot njihovi nasledniki) so zato skozi stoletja ob pomoči Svetega Duha prečiščevali spoznanja o Bogu in človeku ter jih skušali opredeliti na raznih koncilih, ki so zasedanja večjega števila škofov kot voditeljev krajevnih Cerkva. Ta nauk so škofje ter njihovi sodelavci duhovniki in diakoni širili, ga utrjevali, razvijali in dopolnjevali, v skladu z zahtevami spreminjajočih se časov, kot se to dogaja tudi danes. Obenem je Cerkev vedno skrbela za bogoslužje in molitev ter podeljevala zakramente, ki so vidna znamenja nevidne Božje milosti. V skladu s konkretnimi možnostmi je skrbela tudi za dobrodelnost.
Že od prvih začetkov so bile posamezne krajevne Cerkve med seboj povezane ne le z duhovnimi vezmi, ampak tudi v zadevah nauka in ureditve. Med njimi je prihajalo tudi do trenj, ki so se sčasoma zaostrovala med drugim zaradi kulturne različnosti posameznih krajevnih Cerkva. Tako je v 11. stoletju prišlo do prvega velikega razkola med vzhodnimi ali pravoslavnimi ter zahodno ali Rimskokatoliško Cerkvijo. Do drugega večjega razkola je prišlo znotraj Rimskokatoliške Cerkve v 16. stoletju, ko je nemški reformator Martin Luther v svoji sicer hvalevredni zahtevi po prenovi Cerkve šel tako daleč, da je zavrgel pomemben del katoliškega nauka in ureditve. Tako je nastala krščanska skupnost, ki se je od tedaj delila še naprej in predstavlja danes veliko družino evangeličanskih oz. protestantskih cerkvenih skupnosti. V 20. stoletju je najprej med nekatoliškimi kristjani nastalo živo ekumensko gibanje, ki ima za cilj obnovitev edinosti med vsemi kristjani. Cerkve so se začele bolj zavedati tragičnosti medsebojne razdeljenosti in odkrivati, da je več tega, kar jim je skupno, kot onega, kar jih deli. Danes je splošno sprejeto spoznanje, da je do razkolov prihajalo zaradi krivde ljudi na obeh straneh. Velik korak v ekumenskem prizadevanju je naredil Drugi vatikanski koncil, ki je na svojem zasedanju 21. novembra 1964 sprejel Odlok o ekumenizmu in mu tako dal še močnejši zagon.

## Kanonsko pravo v Rimskokatoliški Cerkvi
Kanonsko pravo je zbirka cerkvenih zakonov, ki urejajo delovanje in odnose znotraj cerkve. V Rimskokatoliški cerkvi je kanonsko pravo sestavljeno iz predpisov, ki jih je sprejela Cerkev in se nanašajo na življenje vernikov, medcerkvene odnose in odnose z javnostjo.
Osnova kanonskega prava Rimskokatoliške Cerkve so predpisi, ki so bili sprejeti na prvih sedmih ekumenskih koncilih. Ti predpisi se imenujejo kánoni (grško: κανών, pravilo, določilo ali ukrep).
Po Drugem vatikanskem koncilu (1962–1965), ki ga je sklical papež Janez XXIII. je postalo jasno, da bo v novonastalih razmerah v Rimskokatoliški Cerkvi potreben tudi nov pravni zakonik. Po skoraj dveh desetletij razprav in številnih osnutkih novega Zakonika je papež Janez Pavel II. 25. januarja 1983 objavil nov Zakonik cerkvenega prava (Codex iuris canonici).

### Pravosodni organi Rimske kurije
- Apostolska penitenciarija
- Apostolska signatura
- Rimska rota

## Diplomatski odnosi med Svetim sedežem in Republiko Slovenijo
Republika Slovenija je vzpostavila diplomatske odnose s Svetim sedežem leta 1992. Prvi slovenski veleposlanik pri Svetem sedežu je bil imenovan in akreditiran leta 1995. Sveti sedež ima akreditiranega apostolskega nuncija v Sloveniji.

### Pravne podlage
- Sporazum med Republiko Slovenijo in Svetim sedežem o pravnih vprašanjih[22]
- Zakon o ratifikaciji Sporazuma med Republiko Slovenijo in Svetim sedežem o pravnih vprašanjih[23].

## Statistični podatki o Rimskokatoliški cerkvi
| Število katoliških ustanov in osebja          | Število katoliških ustanov in osebja |                        |
| Ustanove                                      | (podatki iz leta 2000)               | (podatki iz leta 2014) |
| --------------------------------------------- | ------------------------------------ | ---------------------- |
| Župnije in misijoni                           | 408.637                              | 219.016                |
| Osnovne in srednje šole                       | 125.016                              |                        |
| Univerze                                      | 1046                                 |                        |
| Bolnišnice                                    | 5853                                 | 5.158                  |
| Sirotišnice                                   | 8695                                 | 9.492                  |
| Domovi za ostarele in prizadete               | 13.933                               |                        |
| Lekarne, vrtci, negovalnice in druge ustanove | 74.936                               | 16.523                 |
| Skupaj                                        | 638.116                              |                        |
| Osebje                                        |                                      |                        |
| Semeniščniki (bodoči duhovniki)               | 110.583                              | 116.939                |
| Redovnice                                     | 769.142                              | 682.729                |
| Redovniki                                     | 55.057                               | 54.559                 |
| Škofijski in redovni duhovniki                | 405.178                              | 415.792                |
| Ministranti                                   | 30.632                               |                        |
| Stalni diakoni                                | 27.824                               | 44.566                 |
| Škofje                                        | 3475                                 | 5.237                  |
| Nadškofje                                     | 914                                  | 1122                   |
| Kardinali                                     | 183                                  | 213                    |
| Papež                                         | 1                                    | 1                      |
| Skupaj                                        | 1.402.989                            |                        |

## Svetovna cerkvena statistika
Vsako leto Sveti sedež izda obsežno zbirko statističnih podatkov za Katoliško cerkev po vsem svetu, ki kažejo, da se krščanstvo v svetovnem merilu širi. Prikaz podatkov odseva stanje na dan 31. december 2013.

### Svetovno prebivalstvo
31. decembra 2013 je svetovno prebivalstvo štelo 7.093.798.000 oseb, kar je 70.421.000 oseb več kot v predhodnem letu. Globalno naraščanje tudi v tem letu zajema vse celine, z najopaznejšim povečanjem v Aziji (+27.776.000) in Afriki (+23.808.000), nato sledijo Amerika (+17.865.000), Evropa (+289.000) in Oceanija (+683.000).

### Število katoličanov
31. decembra 2013 je bilo na svetu 1.253.926.000 katoličanov, kar je 25.305.000 več kot v predhodnem letu. Naraščanje je opazno na vseh celinah, najbolj pa izstopata Amerika (+15.051.000) in Afrika (+7.637.000), sledijo Azija (+2.161.000), Evropa (+285.000) ter Oceanija (+171.000). Odstotek katoličanov se je tako povečal za 0,19 %, kar pomeni 17,68 % delež svetovnega prebivalstva. Glede na razporeditev po celinah je bilo povečanje zabeleženo v Ameriki (+0,38 %), Afriki (+0,29 %), Aziji (+0,03 %), Evropi (+0,03 %), rahel upad pa v Oceaniji (-0,01 %).

### Prebivalci in število katoličanov na duhovnika
Število prebivalcev na duhovnika se je tudi v tem letu povečalo za skupno 180 oseb in doseglo vrednost 13.752. Vrednosti po celinah so se tako kot v prejšnjih letih povečale v Ameriki (+132), Evropi (+49) in Oceaniji (+147). Upad je bil zabeležen v Afriki (-506) ter Aziji (-360). Število katoličanov na duhovnika se je skupaj povečalo za 54 oseb in znaša 3.019. Povečalo se je v Ameriki (+115), Evropi (+21) in Oceaniji (+38), znižalo pa v Aziji (-17) in Afriki (-17).

### Teritorialne uprave in misijonske postojanke
Teritorialnih uprav ali delnih Cerkva je 2.989, kar je 8 več kot v preteklem letu. Nove škofije oziroma teritorialne uprave so bile ustvarjene v Afriki (+2), Ameriki (+1), Aziji (+1), Evropi (+3) in Oceaniji (+1). Misijonskih postojank z redno navzočnostjo duhovnika je 1.871 (+24 v primerjavi s prejšnjim letom; več jih je v Afriki (+26), Aziji (+58) in Oceaniji (+2), manj pa v Ameriki (-49) in Evropi (-13)). Postojank brez duhovnika z rednim bivališčem je 133.869, kar je več za 3.074. Na novo so bile ustanovljene v Afriki (+1.569), Ameriki (+802), Aziji (+584) in Oceaniji (+121). Edini upad je bil v Evropi (-2).

### Škofje
Skupno število škofov se je povečalo za 40, vseh skupaj je 5.173. V nasprotju s prakso zadnjih let, ko se je zmanjševalo število škofov iz redovniških vrst, se je v letu 2013 povečalo tako število škofov, ki prihajajo iz vrst škofijskih duhovnikov (skupaj 3.945, +28), kakor tudi število redovnikov (skupaj 1.228, +12).

### Duhovniki
Število škofijskih in redovnih duhovnikov na svetu se je povečalo za 1035 oseb in tako znaša 415.348 oseb. Razen v Evropi (-2283) in Oceaniji (-3) se njihovo število povečuje: Afrika (+1693), Amerika (+188) in Azija (+1440). Število škofijskih duhovnikov se je povečalo za 971, skupaj jih je 280.532. Število se najbolj povečuje v Afriki (+1186), sledijo Amerika (+539), Azija (+900) in Oceanija (+19). Zmanjšuje pa se v Evropi (-1673). Število redovnih duhovnikov se je povečalo za 64, vseh je 134.816. Ustalil se je trend zadnjih let; število se povečuje v Afriki (+507) in Aziji (+540), znižuje pa v Ameriki (-351), Evropi (-610) in Oceaniji (-22).

### Stalni diakoni
Število stalnih diakonov se je povečalo za 1091, vseh je 43.195. Ponovno se je najbolj povečalo v Ameriki (+684) in Evropi (+373), sledijo Afrika (+8), Azija (+8) in Oceanija (+18). Na svetu je 42.650 škofijskih ter 545 redovnih stalnih diakonov. Število stalnih diakonov se je v desetletju 2003–2013 povečalo z 29.000 na sedanjih 43.195. Pomenljiv je tudi podatek, da jih 97,4 % deluje v Evropi in Ameriki.

### Redovniki in redovnice
Število redovnikov, ki niso duhovniki, se je zmanjšalo za 61, vseh je 55.253. Povečanje je zabeleženo v Ameriki (+45), Aziji (+167) in Oceaniji (+78), upad pa v Afriki (-218) in Evropi (-133). Tudi v letu 2013 se je ohranilo upadanje števila redovnic, in sicer za 8954; tako je bilo vseh skupaj 693.575. Število redovnic se je ponovno povečalo v Afriki (+1293) in Aziji (+172), znižalo pa v Ameriki (-4548), Evropi (-5662) in Oceaniji (-209).

### Svetne ustanove
Število članov moških svetnih ustanov se je zmanjšalo za 59 oseb; 31. decembra 2013 je bilo vseh skupaj 712. Število se je povečalo samo v Afriki (+2), znižalo pa v Ameriki (-15), Aziji (-8) in Evropi (-38), medtem ko se v Oceaniji ni spremenilo. Ženske svetne ustanove so zabeležile upad za 747 oseb; sedaj jih je 23.955. Število se je povečalo v Afriki (+66) in Aziji (+3), upadlo pa v Ameriki (-270), Evropi (-545) in Oceaniji (-1).

### Laiški misijonarji in katehisti
Na svetu deluje 367.679 laiških misijonarjev. V zadnjem letu je njihovo število naraslo za 5.191 na štirih celinah: v Afriki (+31), Ameriki (+3.083), Aziji (+990) in Evropi (+1088). Edini upad je bil zabeležen v Oceaniji (-1).
Število katehistov se je zmanjšalo za 13.057 oseb; ob koncu leta 2013 jih je bilo 3.157.568. Opazno se je povečalo v Afriki (+24.091) in Aziji (+4529), na preostalih celinah pa je njihovo število upadlo: Amerika (-24.091), Evropa (-1072) in Oceanija (-1225).

### Bogoslovci
Število škofijskih in redovnih bogoslovcev se je na svetovni ravni zmanjšalo za 1800 oseb; vseh je 118.251. Povečalo se je samo v Afriki (+164), drugod pa se je njihovo število zmanjšalo: Amerika (-1180), Azija (-372), Evropa (-354) in Oceanija (-58). Škofijskih bogoslovcev je 71.537 (-452 v primerjavi s predhodnim letom), število redovnih bogoslovcev pa je 46.714 (-1348). Podatki za škofijske bogoslovce kažejo povečanje v Afriki (+238) in Aziji (+10), medtem ko se njihovo število zmanjšuje v Ameriki (-507), Evropi (-154) in Oceaniji (-39). Število redovnih bogoslovcev se zmanjšuje na vseh celinah: v Afriki (-74), Ameriki (-673), Aziji (-382), Evropi (-200) in Oceaniji (-19).

#### Malosemeniščniki
Število vseh malosemeniščnikov – škofijskih in redovnih – se je zmanjšalo za 775; 31. decembra 2013 jih je bilo 101.928. Njihovo število se je povečalo v Ameriki (+42), Aziji (+407) in Oceaniji (+9), medtem ko se je znižalo v Afriki (-233) in Evropi (-1.000). Število vseh škofijskih malosemeniščnikov je 78.556 (-1398), redovnih pa 23.372 (+623).

### Izobraževalne in vzgojne ustanove
Katoliška Cerkev upravlja 73.263 vrtcev, ki jih obiskuje 6.963.669 otrok; 96.822 osnovnih šol, ki jih obiskuje 32.254.204 otrok; 45.699 srednjih šol, ki jih obiskuje 19.407.417 dijakov. 2.309.797 učencev je vpisanih v višje šole, 2.727.940 pa na katoliške univerze.

### Zdravstvene in dobrodelne ustanove
Vseh zdravstvenih in dobrodelnih ustanov, ki jih upravlja Katoliška cerkev, je 116.185.
Razdeljene so v naslednje kategorije:
- 5.034 bolnišnic: največ jih je v Ameriki (1495) in Afriki (1167), sledijo Azija (1134), Evropa (1032) ter Oceanija (206);
- 16.627 zdravstvenih dispanzerjev: Afrika (5252), Amerika (4751), Azija (3558), Evropa (2530) ter Oceanija (536);
- 611 bolnišnic za gobavce;
- 15.518 domov za ostarele: Afrika (630), Amerika (3679), Azija (2530), Evropa (8158) in  Oceanija (521);
- 9.770 sirotišnic: Afrika (1292), Amerika (2219), Azija (3944), Evropa (2200) in Oceanija  (115);
- 12.082 otroških jasli: Afrika (2641), Amerika (3412), Azija (3498), Evropa (2408) in Oceanija  (123);
- 14.391 poročnih posvetovalnic: Afrika (1774), Amerika (5747), Azija (892), Evropa (5715) in  Oceanija (263);
- 3.896 vzgojnih centrov s prilagojenimi programi ali za otroke s posebnimi potrebami: Afrika  (264), Amerika (1763), Azija (666), Evropa (1103) in Oceanija (100) ter
- 38.256 drugih dobrodelnih ustanov ali centrov.